# Jeannie Cho Lee
Pour les articles homonymes, voir CHO et Lee.
Jeannie Cho Lee (née en 1968) est une critique de vin coréo-américaine basée à Hong Kong, auteure, journaliste, consultante, professeure de vin, Master of Wine et la première personne d'origine asiatique à obtenir cette accréditation,,,. 

## Biographie
Lee est née à Séoul, en Corée. Sa famille déménage peu de temps après aux États-Unis où elle obtient ensuite son diplôme de premier cycle du Smith College et une maîtrise en politique publique de l'Université Harvard. Depuis 1994, Lee est basée à Hong Kong, poursuivant initialement une carrière dans le journalisme d'affaires en Asie écrivant pour des publications telles que Asia Inc., Far Eastern Economic Review et The Asset, avant de contribuer à des publications internationales sur le vin telles que Wine Spectator, The World of Fine Wine, Wine and Dine, Wine Business International et La Revue du vin de France,. Plus tard, en novembre 2010, elle rejoint Decanter en tant qu'éditrice collaboratrice pour l'Asie. Elle est également coprésidente des Decanter Asia Wine Awards, une compétition sœur des Decanter World Wine Awards lancés en 2004.
Lee est la créatrice et designer de la collection de verres à vin Signature Jeannie Cho Lee, qu'elle lance en 2014 au Vinexpo. La collection comprend cinq formes uniques fabriquées à la main en Italie et un ensemble de versions fabriquées à la machine distribuées dans le monde entier par Spiegelau. Plus tard cette année-là, elle coanime l'émission viticole In Vino Veritas, qui est diffusée sur la chaîne de télévision hongkongaise TVB Pearl d'octobre à décembre, ainsi que pour la deuxième saison en 2015.
Lee est régulièrement juge dans des compétitions internationales de vin telles que l'International Wine Challenge, les Decanter World Wine Awards, Royal Adelaide Wine Show, Mundus Vini et Wines of the Pacific Rim. Elle donne également des cours sur le vin, notamment Wine and Spirit Education Trust depuis 2004 et contribue en 2008 à la création de la Fine Wine School à Hong Kong. En 2009, elle reçoit le prix international de Vinitaly et devient également consultante en vin auprès de Singapore Airlines et de Galaxy Macau.
Le premier livre de Lee, Asian Palate, qui explore les accords mets et vins asiatiques, est publié en novembre 2009,. En février 2010, lors des Gourmand World Cookbook Awards, Asian Palate a reçu le prix du « meilleur livre d'accords mets et vins du monde ». En juin 2011, lors de la remise des prix du livre de cuisine 2011 de l'Association internationale des professionnels de la cuisine, Asian Palate gagne dans la catégorie « vin, bière ou spiritueux » le même mois, Asian Palate remporte la catégorie « vins et gastronomie » du prix OIV 2011. Lee lance son site Web asianpalate.com en mai 2010.
Le deuxième livre de Lee, Mastering Wine for the Asian Palate (2011), offre une nouvelle perspective asiatique, présentant un nouvel ensemble de descripteurs de vins asiatiques. Les deux livres sont dans leur deuxième réimpression et sont disponibles en anglais, coréen et chinois simplifié.
Lee est actuellement professeur à l'Université polytechnique de Hong Kong (PolyU) où elle a contribué au lancement du programme de Master of Science (MSc) en gestion internationale du vin proposé par la School of Hotel and Tourism Management (SHTM). Elle est également professeure invitée à l'Institut culinaire chinois et à l'Institut culinaire international. Elle est l'ancienne éditrice et PDG de LE PAN, une publication sur le style de vie du vin.
Lee est sélectionnée parmi les cent personnes les plus influentes de Hong Kong par le South China Morning Post et Debrett's en novembre 2015. Elle a été nommée la 25e personne la plus puissante dans le vin par le magazine Decanter et est classée parmi les 60 personnes les plus influentes dans le domaine du vin par La Revue du vin de France en 2015.
Lee est titulaire d'un certificat de cuisine Cordon Bleu et a suivi une formation de maître sommelier en saké au Sake Service Institute du Japon. Elle est éducatrice certifiée en vin auprès du Wine & Spirits Education Trust au Royaume-Uni et de la US Society of Wine Educators. Elle est titulaire d'un baccalauréat ès arts du Smith College ainsi que d'une maîtrise de l'Université Harvard.
La Revue du vin de France classe Lee parmi les 200 personnalités du vin, en tant que première critique en Asie.

## Publications
- (en) Asian Palate, Asset Publishing, 2009 (ISBN 978-988-18640-1-7 et 988-18640-1-1).
- (en) Mastering Wine for the Asian Palate, Asset Publishing, 2011, 166 p. (ISBN 978-988-15112-1-8).